# Lochem
Lochem (nizozemska izgovorjava: [ˈlɔxəm] ()) je mesto in občina v provinci Gelderland v vzhodni Nizozemski. Leta 2005 se je združila z občino Gorssel in obdržala ime Lochem. Leta 2019 je imela 33.590 prebivalcev.

## Populacijski centri
Mesto Lochem je glavno naseljeno središče občine. Zaselka Barchem in Laren sta že pred letom 2005 spadala v občino Lochem. Prej v občini Gorssel so Almen, Eefde (takoj severno od Zutphena ), Epse in sam Gorssel postali del občine Lochem, kot tudi zaselek Harfsen.

### Mesto Lochem
Lochem, 18 km (11 mi) vzhodno od Zutphena, dobil mestne pravice leta 1233.  Do 17. stoletja je bil pogosto oblegan in požgan. Po letu 1700 je postalo malo trško mesto za kmete v njegovi okolici.
Vas Laren ima grad, imenovan Huis Verwolde. Poleti so za turiste organizirani vodeni ogledi tega gradu. Na njenem posestvu raste drevo, ki naj bi bilo najdebelejše drevo na Nizozemskem ("de dikke boom van Verwolde").

## Pomembni ljudje
- Johan van Dorth (1574 v Salvadorju – 1624), lochemski častnik ter plemič in general Republike Nizozemske
- Robert Jasper van der Capellen (1743 v Eefdeju – 1814) potomec plemiške regentske družine Van der Capellen iz Geldersa.
- Carel de Villeneuve (1897 v Lochemu – 1974) odvetnik in direktor poslovnih združenj v kolonialni Indoneziji v letih 1920–1940

## Galerija
- Nekdanja mestna hiša
- De Gudulakerk
- Monumentalna ulična luč
- De Witte Kerk
- Monumentalna hiša na Marktu
- Hiša pri 't Ei
- Reka Berkel iz De Graaf Ottoweg
- Kolesarski most čez Berkel
- Zwiep, mlin na veter: de Zwiepse Molen
- Lochem, skulptura in most čez Twentekanaal
- Grad Verwolde
- Lochemse Berg, drevesa v megli na Hoge Enku